# Nachtfalter
|  | Denne artikel er oprettet af botten PalnaBot ud fra en ekstern database. Den kan derfor have sproglige fejl eller mangler. Denne skabelon kan fjernes efter kontrol af indholdet. |

Nachtfalter er en kortfilm instrueret af Amalie Greger Madsen efter manuskript af Amalie Greger Madsen.